# Boetije
Anicije Manlije Torkvat Severin Boetije (Boecije; lat. Anicius Manlius Torquatus Severinus Boethius; Rim, oko 480. – Pavia, oko 524.), rimski pisac, matematičar, retoričar, filozof, glazbeni teoretičar i svetac.

## Životopis
Točan nadnevak njegova rođenja nije poznat. Rodom je bio iz rimske patricijske obitelji Anicija. Njegov otac Manlije Boetije bio je rimskim konzulom 487. godine. Obnašao je dužnost konzula Rimskog Carstva 510. godine. 520. je želio revitalizirati odnose između Crkve u Rimu i Konstantinopolu, što je možda dovelo do gubitka omiljenosti. 522. je postao magister officiorum, kad su njegova dvojica sinova postali konzulima.
Proučavao je teme iz područja filozofije i vjere. Služio se je starogrčkom filozofijom i starorimskom književnošću (Tibul, Vergilije) i njenim dosezima radi promicanja kršćanstva među narodima. Pri tom je nastojao uskladiti helenističke i starorimske tradicije s Evanđeljem. Glede toga ga se smatra zadnjim predstavnikom starovjekovne kulture i prvim srednjovjekovnim intelektualcem.
U djelu "De institutione musica" koje je napisao nešto prije 6. stoljeća, razvrstao je starogrčku glazbu u četiri razreda. 
1. "Musica mundana"; glazba sfera/svijeta
2. "Musica humana"; harmonija ljudskog tijela i duhovna harmonija
3. "Musica instrumentalis'"; instrumentalna glazba, uključujući ljudski glas
4. "Musica divina"; glazba bogova

Njegovo je pisanje pomoglo srednjovjekovnim autorima shvatiti grčku glazbu.
U jednom od tekstova unutar De institutione musica napisao je da je glazba toliko prirodno ujedinjena da se ne možemo osloboditi nje čak i kad bi to htjeli."
Za vrijeme vlasti kralja Teodorika optužili su ga za urotu. Razlog tužiteljima bio je taj što je bio došao na sud braniti prijatelja Albina, koji je bio senator. Radilo se o tome da je na sastanku kraljevskog vijeća u Veroni, referandarij Ciprijam optužio je bivšeg konzula Albina za izdajničko dopisivanje s Justinom I. Boetije ga je pošao braniti, plačući da su optužbe protiv Ciprijana laži te ako je Albin to učinio, onda je i on i cijeli senat jednogalasno. Ciprijan je na to optužio Boetija za isti zločin te fabricirao još trojicu svjedoka koji su tvrdili da su svjedočili tom zločinu. Uhićeni su Boetije i Bazilije. Prvo su ih zatočili u baptisteriju crkve, a zatim su Boecija izgnali na udaljeno imanje u zaleđu Ager Calventianus. Tako je bez ikakve pravde bio zatočen. Očigledno je optužen zbog vjerskih i nacionalnih razloga: barbarski kralj Teodorik bio je arijanske vjere, nasuprot Rimljaninu Boeciju koji je promicao kršćanstvo. Za vrijeme zatočeništva napisao je svoje najveće djelo De consolatione philosophiae. Uskoro su mu sudili, osudili ga na smrt te pogubili 23. listopada 524. godine.
Nedugo poslije Teodorik je osudio Boecijeva svekra Simaha na smrti. Prema Prokopiju, to je bilo na mjestu na kojem su navodno Boetije i on planirali revoluciju te im je Teodorik konfiscirao svu imovinu. Boetije je mučenik vjere kojega se liturgijski slavi i priznaje u gradu Paviji.

## Izabrane misli
- Filozofija je prava medicina duša.
- Samo u svojoj nutrini čovjek može iskusiti istinsku radost.
- Bog ostaje najvišim dobrom prema kojem teži svaki čovjek, čak i kada nije svjestan toga.
- Zloća nema moći protiv mudrosti.
- Snaga mudrosti se prostire s jednoga kraja svijeta na drugi i blagotvorno upravlja svemirom.
- Navodni uspjeh zlih pokazuje se stoga kao lažan te postaje očita providonosna narav adverse fortune.
- Životne teškoće ne otkrivaju samo koliko je život prolazan i kratkotrajan, nego omogućuju i razumijevanje i održavanje istinskih odnosa među ljudima.
- Adversa fortuna dopušta doista razlikovanje lažnih prijatelja od onih pravih i omogućuje da se shvati kako čovjeku nema ničega vrednijega od pravoga prijateljstva.
- Primiti fatalistički stanje patnje izuzetno je opasno, jer to u korijenu uklanja samu mogućnost molitve i teologalne nade koje su u temelju odnosa čovjeka i Boga.
- Borite se dakle protiv poroka, posvetite se kreposnu životu usmjerenu na nadu koja podiže srce sve dok ne dostigne nebo svojim molitvama hranjenim poniznošću.
- Nasilje što ste ga podnijeli može se promijeniti, ako odbijete lagati, u ogromnu prednost da pred očima uvijek imate vrhovnoga suca koji vidi i zna što je doista na stvari.

## Djela
Napisao je priručnike za glazbu, astronomiju, geometrtiju i aritmetiku radi prenošenja grčko-rimske kulture budućim naraštajima.
Prevodio je Aristotela, Nikomahova djela o aritmetici, Euklidova o geometriji, Ptolemejeva o astronomiji, grčke tekstove o quadriviumu
, komentirao Porfirijevu Isagogu naglasivši problem univerzala. Namjeravao je prevesti Platonove Dijaloge, no nije poznato je li ga ikad prevodio i je li prijevod, ako je ikad nastao, uopće danas postoji.
Ostala izabrana djela su:
- De consolatione philosophiae (pojam kola sreće[13]

) (hrvatski prijevod Marka Višića: Utjeha filozofije)
- De arithmetica
- De Topicis Differentiis
- De institutione musica